# Hình tượng hổ trong nghệ thuật

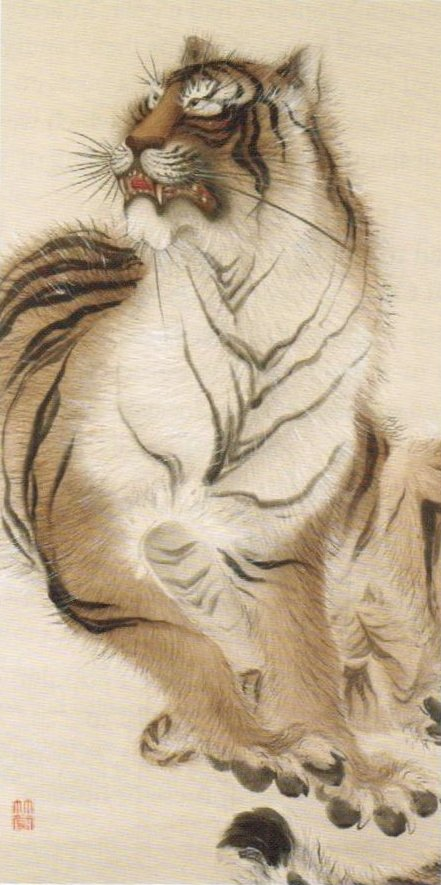
"Hổ tọa" tác phẩm của Kishi Chikudo khoảng đầy thế kỷ XIX

Hình tượng con hổ hay Chúa sơn lâm đã xuất hiện từ lâu đời và gắn bó với lịch sử của loài người. Trong văn hoá nghệ thuật, là một loài vật rất đẹp và có sức lôi cuốn nên hổ cũng là con mật được mô tả theo hướng trở nên gần gũi với con người, ngoài việc là đối tượng không thể thiếu trong các vườn bách thú và còn là diễn viên xuất sắc, thu hút nhiều khán giả trên màn bạc hoặc sân khấu xiếc. Hổ còn là đối tượng và là đề tài trong nghệ thuật điêu khắc, trong nghệ thuật gốm xưa Việt Nam và nhất là trong tranh dân gian Theo quan niệm dân gian Á Đông, đặc biệt là Việt Nam và Trung Quốc, hổ là hình ảnh uy nghi, đầy ấn tượng, hổ tượng trưng cho sức mạnh và dân gian cũng đã thần thánh hóa hổ, cho hổ sứ mạng thiêng liêng có khả năng diệt trừ được ma qủy. Có hình hổ trấn giữ ở cửa thì tà ma không dám thâm nhập. Bởi vậy hình tượng hổ đã trở thành phổ biến trong đời sống văn học, nghệ thuật dân gian, đặc biệt hổ đã được vẽ thành tranh và tạc thành tượng để thờ ở các đền, đình, miếu, điện... Hổ cũng là đối tượng nghệ thuật hấp dẫn thể hiện trên các vật dụng sinh hoạt thường ngày, nhà cửa, nơi thờ tự...
Trong nghệ thuật, con hổ, biểu trưng cho sức mạnh, được dùng cho ngành võ bị, trang trí áo võ quan, miếu võ quan, trong chế độ phong kiến, khi rồng được dùng làm biểu tượng dành riêng cho vua chúa thì hổ được xem là biểu tượng của quan lại (quan võ) và cho đến thế kỷ XIX, hình tượng con hổ trong Văn hóa Việt Nam thời nhà Nguyễn đã có sự thể hiện đa sắc, đa diện từ sự mênh mông lan tỏa một cách trừu tượng hóa qua vị trí địa lý trong phong thủy đến định hình trong kết cấu kiến trúc, tên gọi di tích cụ thể, hay khắc dấu trên Cửu đỉnh.

## Hội họa
Hổ được thể hiện trong nền hội họa của Phương Đông lẫn phương Tây, rất nhiều bức tranh vẽ về loài hổ. Với biểu tượng về sức mạnh, không chỉ ở phương Đông, rất nhiều nơi trên thế giới có đại hội sơn lâm và theo quan niệm ở châu Á, với tư cách là chúa tể, hổ đóng vai trò của quyền uy thống trị, có vai trò điều phối, chia khu vực sơn lâm cho các dã thú khác. Đó là vai trò anh hùng. Đến khi có chủ nghĩa anh hùng phong kiến thì hổ (cùng với đại bàng) là biểu tượng của anh hùng độc lập. Có thể thấy điều này qua những bức tranh cổ vẽ cảnh hổ đang gầm mặt trời. Lúc này, hổ là anh hùng giang hồ chống phá lại thể chế, không bị hàng phục dưới bất kỳ một chính thể tập quyền nào.
Ở Phương Tây thời cổ, Người ta cũng thu thập được những tài liệu qua tranh vẽ của nhữnghọa sĩ châu Âu sống vào khoảng thế kỷ XVIII và XIX, theo những tài liệu này thì sư tử thường là kẻ chiến thắng trong những trận đấu phân chia quyền lực trong các cuộc quyết đấu và loại tranh này xuất hiện trên cả huy hiệu của Hoàng gia Anh. Các họa sĩ theo trường phái cổ ở các nước Trung Hoa, Việt Nam, Hàn Quốc và Nhật Bản cũng vẽ rất nhiều bức tranh về loài hổ bằng các chất liệu truyền thống, người Việt Nam có tranh Đông Hồ mô tả về ngũ hổ, người Trung Quốc có tranh thủy mạc vẽ về hổ và rồng. Hội họa phương Tây cũng có nhiều tác phẩm hội họa bằng tranh sơn dầu hoặc những nét vẽ bằng bút chỉ để họa về hình tượng con hổ.
Người Hàn Quốc có bức họa thần núi (Sansindo) vẽ cảnh thần núi ngồi tựa hổ hay cưỡi trên lưng hổ và một số bức tranh, con hổ chính là thần núi trong quan niệm của người tạo tác. Nhưng trong những bức tranh khác, hổ lại xuất hiện bên cạnh một cụ già nhân từ đó chính là thần núi và hổ là loài hầu cận của ông này. Hổ tiếp nhận mệnh lệnh từ thần núi để trấn an cho làng xóm, cho từng gia đình, bảo vệ sinh mệnh cho người dân. Giới Phật giáo Hàn Quốc cũng treo tranh thần núi còn gọi là Sansintaenghwa mô tả một cách sinh động, hài hước về sơn thần và hổ. Người Hàn Quốc còn có bức tranh Jakhodo (Ác hổ đồ), tranh chim ác là và hổ. Chim ác là đang đậu trên cành thông xanh ngắt còn hổ thì ngước nhìn cành cây. Đây là hai loài vật rất được chuộng trong nghệ thuật dân gian Hàn Quốc, Chim ác là được quan niệm là dấu hiệu của điềm lành. Hổ là giống vật nhân từ bảo vệ con người khỏi tai ương. Còn cây thông tượng trưng cho tuổi thọ và sự trường tồn.
Vùng văn hóa Đông Á nói chung rất chuộng hổ, ngày Tết thích treo tranh hổ, một cử chỉ mang biểu tượng cá tính, đặc biệt, người Hàn Quốc hay treo những bức tranh Jakhodo trong nhà vào tháng Giêng âm lịch hàng năm vì có ý nghĩa ngăn ngừa điềm họa nên đã hình thành tập quán treo tranh vì người xưa cho rằng treo tranh trong nhà sẽ xua được hung khí để gia đình được an vui. Đề tài về hổ nếu gạt bỏ cái vỏ tôn giáo thì bản thân nó sẽ trở thành những tác phẩm có giá trị nghệ thuật cao như các tranh ngũ hổ, bạch hổ hay hắc hổ... do sự phối hợp đường nét, hình khối và màu sắc tài tình của nghệ sĩ đã tạo nên những bức tranh hổ đẹp, đầy sức sống mãnh liệt, biểu hiện trên nét mặt, chòm râu, ánh mắt sáng dội của hổ nhất là thế ngồi của hổ, với thân hình vạm vỡ, chắc khoẻ ngồi nghiêng trên thế chống thẳng tuyệt đối vững chắc của hai chân trước, càng làm tăng thêm sức mạnh của hổ luôn được khai thác.
Trong tín ngưỡng phương Đông, Hổ là một con vật, tượng trưng cho sức mạnh và sự thành công trong sự nghiệp, tranh Ngũ hổ được cho là xuất hiện từ khoảng 400 năm trước và chịu ảnh hưởng rõ rệt của các luồng tư tưởng, văn hóa, tôn giáo giữa các vùng miền ở Việt Nam và là bức tranh của dòng tranh Hàng Trống ẩn chứa nhiều thông điệp của nền văn hóa cổ phương Đông. Tranh ngũ hổ trong gia đình người Việt không chưng trên bàn thờ gia tiên như những bức tranh ngũ quả mà tranh ngũ hổ thường treo ở bàn thờ dành riêng cho hổ hoặc trưng dưới ban thờ thần thánh hoặc thờ Phật. Một số ý kiến khác cho rằng, những bức tranh ông Hổ được xuất hiện từ đời nhà Trần, sau khi tướng Trần Hưng Đạo đại phá quân Nguyên Mông do đó để ca ngợi hào khí của dân tộc trong những ngày tháng đó, những bức tranh Hổ đã ra đời như vậy.

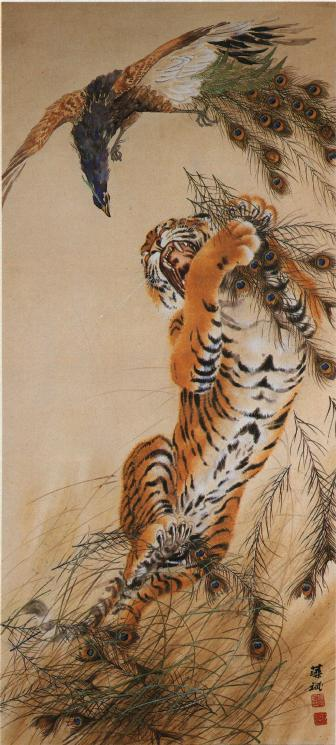
Một bức tranh của Trường phái Trung Hoa về cảnh hổ vồ khổng tước (chim công)

Hội họa dân gian Việt Nam đã thần thánh hoá con hổ với trường phái tranh Hàng Trống (Hà Nội) chuyên vẽ tranh hổ (hoàng hổ, hắc hổ, bạch hổ, tứ hổ, ngũ hổ) để treo thờ với tư cách là những vị trấn giữ các phương trời đất. Bởi vậy, khi vẽ tranh hổ, người nghệ sĩ dân gian đã thể hiện đủ năm con hổ với 5 tư thế, và 5 màu sắc khác nhau. Tranh ngũ hổ trong dân gian còn gọi là tranh ông Năm Dinh. Đó là 5 vị thần tướng ngự trị năm phương trời. Với cách thức sáng tạo của riêng mình, các nghệ nhân Hàng Trống không chỉ tạo nên nét riêng cho dòng tranh, mà đã làm bật lên sức sống nội tại của nhân vật, thể hiện sức mạnh của loài mãnh chúa. Nếu như năm Hổ (Dần) người Việt Nam hay treo tranh Tết Ngũ Hổ hay Nhất Hổ; đây là bức tranh dân gian đẹp, hàm chứa các giá trị tâm linh, nghệ thuật dân gian theo quan niệm, triết lý nhân sinh quan về vũ trụ của người xưa. Trong ngày xuân, tâm trạng mọi người thanh thản ngồi bên sắc thắm cành đào, uống chén rượu nồng và ngắm những bức tranh Tết - tranh Hổ con người thêm sảng khoái, giàu sức sống mà tranh Tết chính là thông điệp chuyển lời cầu chúc tốt đẹp cho mình và chúc điều tốt lành cho mọi người, là nếp ứng xử giàu tính nhân văn của người Việt xưa
Dựa trên cách thể hiện nguyên lý theo quan niệm văn hoá phương Đông, người xem tranh /thờ tranh có thể suy luận theo nhiều hướng khác nhau để dịch chuyển vấn đề từ Ngũ hổ (Hổ vàng, Hổ xanh, Hổ trắng, Hổ đỏ, Hổ đen) tới Ngũ hành (kim, mộc, thủy, hoả, thổ), Ngũ sắc (xanh, đỏ, vàng, trắng, đen), Ngũ phương (đông, tây, nam, bắc, và trung tâm), Ngũ phúc (phú, quý, thọ, khang, ninh), Tứ quý (xuân, hạ, thu, đông),... hơn nữa khi suy luận rộng, mỗi màu sắc trong tranh lại tương quan với tính cách của từng nhân vật hổ, theo quan niệm tượng trưng sắc màu trong dân gian nhằm biểu đạt nổi bật chủ đề miêu tả, làm cho tổng thể bức tranh hổ thêm thần bí, lôi cuốn người dùng (tâm linh) và người xem (thưởng thức nghệ thuật). Sau này, tranh dân gian Hàng Trống lại nghĩ thêm ra bộ Ngũ hổ tướng và lập bàn thờ trong đền. Có nhiều loại tranh hổ: bạch hổ, hắc hổ, ngũ hổ... Trong đó, tranh ngũ hổ là nổi bật hơn cả. Tranh ngũ hổ còn gọi là tranh ông Năm dinh, tượng trưng cho năm vị thần tướng ngự trị năm phương trời, nên các nghệ nhân khi vẽ tranh hổ, ngoài chòm râu ánh mắt dữ tợn của hổ được vẽ bằng màu vàng kim, dân gian còn vẽ 5 màu nhất định, tượng trưng cho trung tâm và bốn hướng với bố cục cân đối.
Tranh Ngũ hổ là một bức vẽ phổn thể 5 nhân vật (Hoàng hổ, Thanh hổ, Bạch hổ, Xích hổ, Hắc hổ) được bố cục, trình bày theo một trật tự từ trong ra ngoài, từ cao tới thấp, từ chính đến phụ dựa trên nguyên lý ngũ hành (Kim-mộc-thủy-hoả-thổ), ngũ sắc (xanh, đỏ, vàng, trắng, đen), ngũ phương (đông, tây, nam, bắc, và trung ương) để thể hiện uy vũ vị thần hổ. Đồng thời, ngũ hổ gợi cho người xem cảm giác về một lá bùa chú và thể hiện sự xum vầy đầy đủ vì thế treo tranh ngũ hổ cảm thấy yên tâm vì được che chở. Từ quan sát thực tế, người hoạ công vẽ tranh thờ lấy nguyên mẫu từ con hổ hoang dã trong đại ngàn để phác hoạ hình tượng thần hổ có sức mạnh phi thường, qua dáng ngồi, đứng, cưỡi mây, lướt gió oai phong, đường bệ với mảng khối cơ bắp khoẻ mạnh, linh hoạt, các chi tiết mặt, râu, mũi, vằn lông,...sắc nét dữ tợn; đặc biệt là những con mắt hổ luôn rực lửa nội lực của loài mãnh thú. Bằng lối vẽ công bút, dầm bút, người hoạ công vẽ tranh thờ xưa đã biểu đạt rõ nét tính cương - nhu trong thần hổ, mà ở đó mỗi vị thần hổ lại được gắn với một hành, một phương, một sắc màu và những ý niệm đầy tính triết lý qua hình tượng:

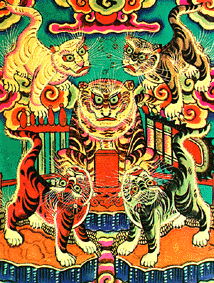
Ngũ hổ qua tranh thờ của Tranh Hàng Trống

- Hoàng hổ tướng quân: được vẽ ngồi ở vị trí trung tâm (địa khu), trước mặt có lệnh bài, trấn giữ Trung ương - ứng với hành Thổ. Màu vàng thể hiện sự thuận lợi, thăng tiến cùng niềm tin, sự bền vững, lâu dài.
- Thanh hổ tướng quân: trấn giữ phương Đông - ứng với hành mộc (mộc khu). Màu xanh thể hiện sự êm đềm và dịu dàng. Tượng trưng cho sức khoẻ, sự phát triển.
- Bạch hổ tướng quân: trấn giữ phương Tây - ứng với hành Kim (kim khu). Màu vàng thể hiện sự ổn định. Tượng trưng cho sự trong trắng, thuần khiết.
- Xích hổ tướng quân: trấn giữ phương Nam - ứng với hành hoả (hỏa khu). Màu đỏ thể hiện sự vui vẻ, hạnh phúc. Tượng trưng cho tốc độ, tính lãnh đạo, quyền lực cá nhân.
- Hắc hổ tướng quân: trấn giữ phương Bắc- ứng với hành thủy (thủy khu). Màu đen thể hiện sự thanh thản, yên tĩnh. Tượng trưng cho trí tuệ, sự thông minh.

Bộ tranh dân gian Ngũ hổ tướng dựa một phần vào sự kiện có thật. Trong thiên nhiên, đôi khi con người cũng gặp hổ màu trắng hay đen. Đây là hiện tượng bạch biến hay hắc biến của nhiều loài thú rừng. Màu đen do sắc tố đen trong lông làm thành. Nếu toàn bộ lông bị sắc tố này chi phối, hổ sẽ có màu đen tuyền. Nếu toàn bộ sắc tố này bị hủy, lông sẽ có màu trắng. Thực tế còn nhiều báo cáo ghi nhận được việc bắt gặp các loài hổ xám hay hổ lam (Thanh hổ) và loài hổ vàng hay hổ khoang vàng. Loài hổ có màu đỏ thực tế là những con hổ sậm màu thường gặp ở các chủng loài hổ ở Indonesia như hổ Sumatra, hổ Bali.
Cũng có những khuyến cáo về mặt phong thủy đối với việc bài trí tranh hổ trong nhà, theo đó, xuất phát từ quan niệm dân gian của mọi người rằng hổ là con vật có uy lực và bị coi là hung thú nên khi hổ xuống núi vào nhà thì sẽ hại người do đó không nên bài trí hổ trong phòng ngủ (nhất là phòng ngủ vợ chồng), nếu trong nhà treo bức tranh con hổ, nhất là khi đầu hổ hướng vào trong nhà được coi là đại hung đồng thời nếu treo tranh thêu hình con hổ cũng sẽ khiến những người sống trong nhà có tâm trạng bất an và nhà thường có nhiều chuyện buồn. Đặc biệt những người làm kinh doanh càng kỵ không nên treo tranh hổ, bởi như thế sẽ khiến việc kinh doanh không gặp may mắn, lợi ít hại nhiều.
Vào năm 2010, tức năm Canh Dần là năm con hổ, tại Hà Nội, để chào mừng năm mới, một họa sĩ đã triển lãm giới thiệu 60 bức tranh Hổ với đủ tư thế, sắc thái và màu sắc, là món quà họa sĩ tặng bạn bè, công chúng nhân dịp Xuân Canh Dần và chào mừng Đại lễ 1000 năm Thăng Long-Hà Nội. Với 60 bức chân dung Hổ tượng trưng cho một vòng Hoa Giáp của đời người và được họa sĩ từ khoảng 100 bức tranh về hổ, tượng trưng cho sự dũng mãnh, nhưng cũng đầy sự bình tĩnh, tự tin để luôn luôn thành công. Các bức chân dung hổ được vẽ trên bìa các-tông có nhiều màu sắc khác nhau, có bức rực rỡ màu đỏ, hồng, xanh, có bức chỉ hai màu đen-trắng. Ngoài ra, ở Trung Quốc, tương tuyền, nhị ca của Trương Đại Thiên là Trương Dịch (張澤) hay còn có tên Trương Thiện Ma (張善孖) có biệt hiệu là "hổ si" (虎痴) vì rất mê và vẽ hổ rất giỏi.

## Điêu khắc

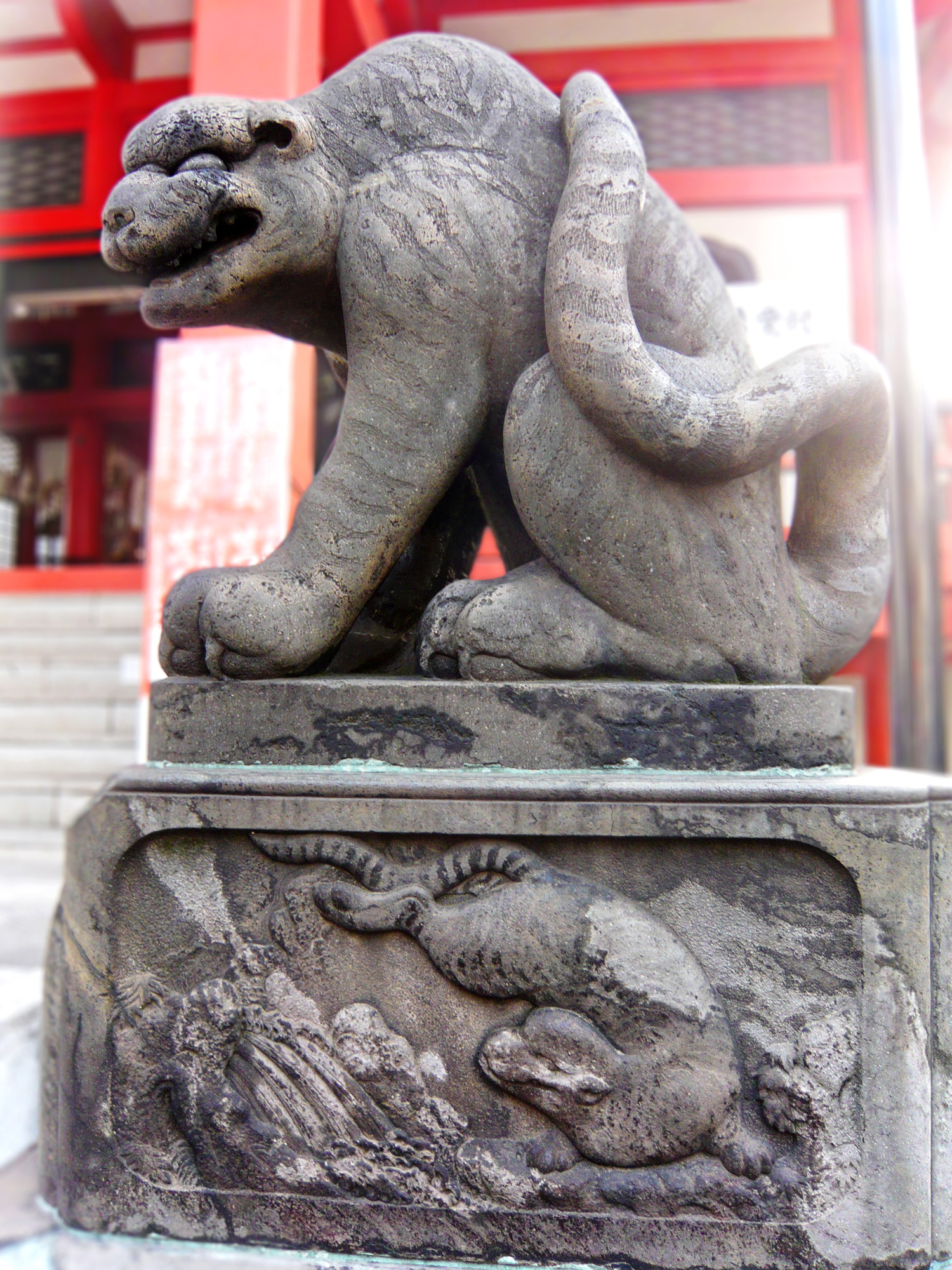
Tượng đá chạm khắc về hình con hổ ở một ngôi đền của Nhật Bản, thông thường tượng hổ thường được đặt ở những nơi đền chùa chiền để trấn yểm

Hình tượng hổ đã xuất hiện từ lâu. Tượng hổ được tạc ở nhiều nơi trên thế giới. Riêng tại Việt Nam, trong các di tích văn hoá Đông Sơn khai quật được, đã xuất hiện rất nhiều tượng hổ Hổ chính thức đi vào nghệ thuật tạo hình sớm nhất vào thời nhà Trần với những tượng hổ ở lăng Trần Thủ Độ, lăng vua Hiến Tông, hổ chạm ở bệ đá tại chùa Quế Dương (Hà Tây cũ) được lưu truyền đến những con hổ đá thời Lê ở Nam Kinh (Thanh Hoá). Trong các lăng mộ đời nhà Trần, điêu khắc đá chủ yếu là tượng người, tượng thú chầu và làm thần canh giữ cho thế giới vĩnh hằng của ông vua có vẻ đẹp trầm mặc và sinh động. Đặc biệt là Cọp Đá ở Lăng Trần Thủ Độ, tượng hổ ở lăng Trần Thủ Độ ở Thái Bình là một tác phẩm nghệ thuật đẹp trong nền nghệ thuật điêu khắc cổ Việt Nam và cũng là một trong những kiệt tác điêu khắc đá quan trọng của lịch sử mỹ thuật nước này. Mô tả Con cọp ở tư thế nằm, dáng vẻ ung dung, hai chân trước sải dài, hai chân sau thu gọn trong bụng, đầu ngẩng cao, đôi mắt lim dim, hai tai dỏng lên như đón nghe một tiếng động nào đó vọng về từ chốn xa xăm với cái đuôi mạnh mẽ. Khối đá không to như con cọp thực ngoài đời, nhưng nghệ thuật cổ đã khắc dựng một hình tượng có sức lay động.
Trong các đề tài vẽ, những con thú linh như long, lân, quy, phụng hoặc loài thú hiền như voi, ngựa, hươu, nai xuất hiện khá nhiều trên bề mặt loại đồ đựng thông dụng gồm đĩa, bình, lọ, âu... Riêng hình ảnh con hổ là loài dã thú thì khá hiếm hoi, tần suất xuất hiện của hổ trên đồ gốm cổ Việt Nam còn thấp hơn các con vật bình thường khác như cá, chim, vịt, hươu, dù vậy sự hiện diện của hổ trên gốm Việt cổ khá sớm và có tính liên tục. Hình tượng hổ xuất hiện trên nhiều dòng đồ gốm khác nhau, với phong cách tạo hình khác biệt, tạo nên những dấu ấn riêng, độc đáo và thú vị, tựu trung lại, hình ảnh dũng mãnh và oai hùng của loài hổ luôn là một đề tài trang trí được các thợ gốm và những người sử dụng gốm sứ Việt Nam ưa chuộng. Chẳng hạn như có những hình gốm mô tả hình con hổ dáng đứng với hai chân sau, chân trước bên phải như con người vươn ra nắm khóm cây (giống cây tre), còn chân kia choãi ra sau, con hổ có cái đuôi dài đưa ra trước đến chấm đất. Cách vẽ nhân cách hoá này cho người xem cảm giác hổ đang vạch lá dọn đường đi vào thời Lê Sơ, cuối thế kỷ thứ XV. Đó là gốm Chu Đậu, xã Thái Tân, huyện Nam Thanh, tỉnh Hải Dương, ngoài ra, một số tác phẩm tiêu biểu như tiêu biểu nhất phải kể đến hình ảnh hổ khắc trên thạp đồng Vạn Thắng (Phú Thọ), tấm phù điêu nông dân đâm hổ ở đình Chảy (Hà Nam), bức chạm khắc gỗ hổ chạy ở đình Lỗ Hạnh (Bắc Ninh) và bức chạm khắc gỗ chàng trai cưỡi hổ ở đình Tiên Kỳ (Nghệ An). Nói chung tượng hổ thường được đặt ở những nơi đền chùa để trấn yểm.
Trong nền điêu khắc cổ Việt Nam thì mô típ hổ vồ mồi, hổ ngắm trăng, hổ và rồng, hổ và đại bàng... thường được dùng để diễn tả một sức mạnh, cái oai, một ý chí và khai thác chất thơ trong cái hùng của hổ - loài thú sơn lâm, trong nghệ thuật cổ Việt Nam khi mượn hình tượng hổ, những nghệ nhân không dùng cương để biểu hiện mà dùng cái nhu, cái mềm để biểu hiện chất hùng, chất thép mà khai thác ở ngay những hình ảnh bình thường nhất. Theo tín ngưỡng thì hổ tượng trưng cho vị thần bảo vệ, trấn giữ các phương chống lại tà ma, đảm bảo cho cuộc sống phát triển. Những mô típ hổ vồ mồi, hổ trông trăng, hổ và đại bàng, thường được dùng để diễn tả một sức mạnh, một ý chí và người ta còn khai thác chất thi vị trong cái hùng của loài chúa sơn lâm. Hổ cũng để lại dấu ấn trên Cửu đỉnh thời nhà Nguyễn, Hình ảnh con hổ được đúc vào Cao đỉnh, sánh cùng mặt trời, biển đông, con rồng, chim trĩ, hoa tử vi...tôn hết vẻ uy quyền, là một trong những đỉnh cao nghệ thuật tạo hình Việt Nam.
Hổ chạm thành khối tượng tròn trên đá thì rất nhiều nhưng nhiều hơn cả vẫn là hổ chạm nổi, chạm lộng trên gỗ. Hàng loạt đình làng ở Việt Nam, phần lớn là nông thôn, các nghệ sĩ dân gian đã để lại đời sau rất nhiều hình mẫu khác nhau về hình tượng con hổ đá. ở đình Chu Quyến (Hà Tây cũ) trong hoạt cảnh táng mả vào hàm rồng, con hổ chạy theo bước chân Đinh Bộ Lĩnh đang hăm hở và láu lỉnh đưa gói xương cốt vào miệng con rồng, nó vừa há miệng vẫy đuôi vui vẻ. Con hổ ở đây mắt ánh lên, răng hơi nhe ra nhưng người nghệ sĩ đã cho nó một dáng điệu rất dễ thương của con chó nhà. ở đình Đông Viên (cũng thuộc Hà Tây cũ) con hổ cùng với các chàng trai tinh nghịch xông vào mấy cô gái đang tắm trong đầm sen để đùa giỡn. Tiêu biểu nhất phải kể đến hình ảnh con hổ khắc trên thạp đồng Vạn Thắng (Phú Thọ), tấm phù điêu người nông dân đâm hổ ở đình Chảy (Hà Nam), bức chạm khắc gỗ hình con hổ đang chạy ở đình Lỗ Hạnh (Bắc Ninh) và bức chạm gỗ chàng trai cưỡi hổ ở đình Tiên Kỳ (Nghệ An), và còn rất nhiều hình tượng hổ ở nhiều đình miếu nằm rải rác khắp nơi trong nước.
Ở Việt Nam, hổ được xếp vào nhóm hộ môn thú (những con thú canh gác nhà cửa, lăng mộ, đình, chùa, miếu mạo), là một trong những con vật được tạc trong các khu lăng mộ người Việt. Người Việt không sử dụng các tượng đá sư tử để trấn yểm và để tạo nên sự thiêng liêng, hùng tráng cho không gian này. Nếu cần có một con vật hung dữ, người Việt nghĩ ngay đến hổ/cọp và hầu như trong suốt lịch sử phát triển của lăng miếu của họ, hổ là con vật oai phong nhất, không gì thay thế được cho nên người ta cũng sử dụng hình ảnh con hổ để trấn giữa tại các lăng mộ của các bậc vua chúa, danh nhân, ngoài hình tượng con hổ đá ở lăng Trần Thủ Độ, Lăng mộ của Ngô Quyền cũng có tấm bình phong có hình con hổ, tuy nhiên đến nay cũng có giấy lên tranh cãi về tấm bình phong này vì theo thiết kế, con hổ này không có tư cách con hổ và nó giống như một con báo lai chó sói và nham nhở trông như một con quỷ.

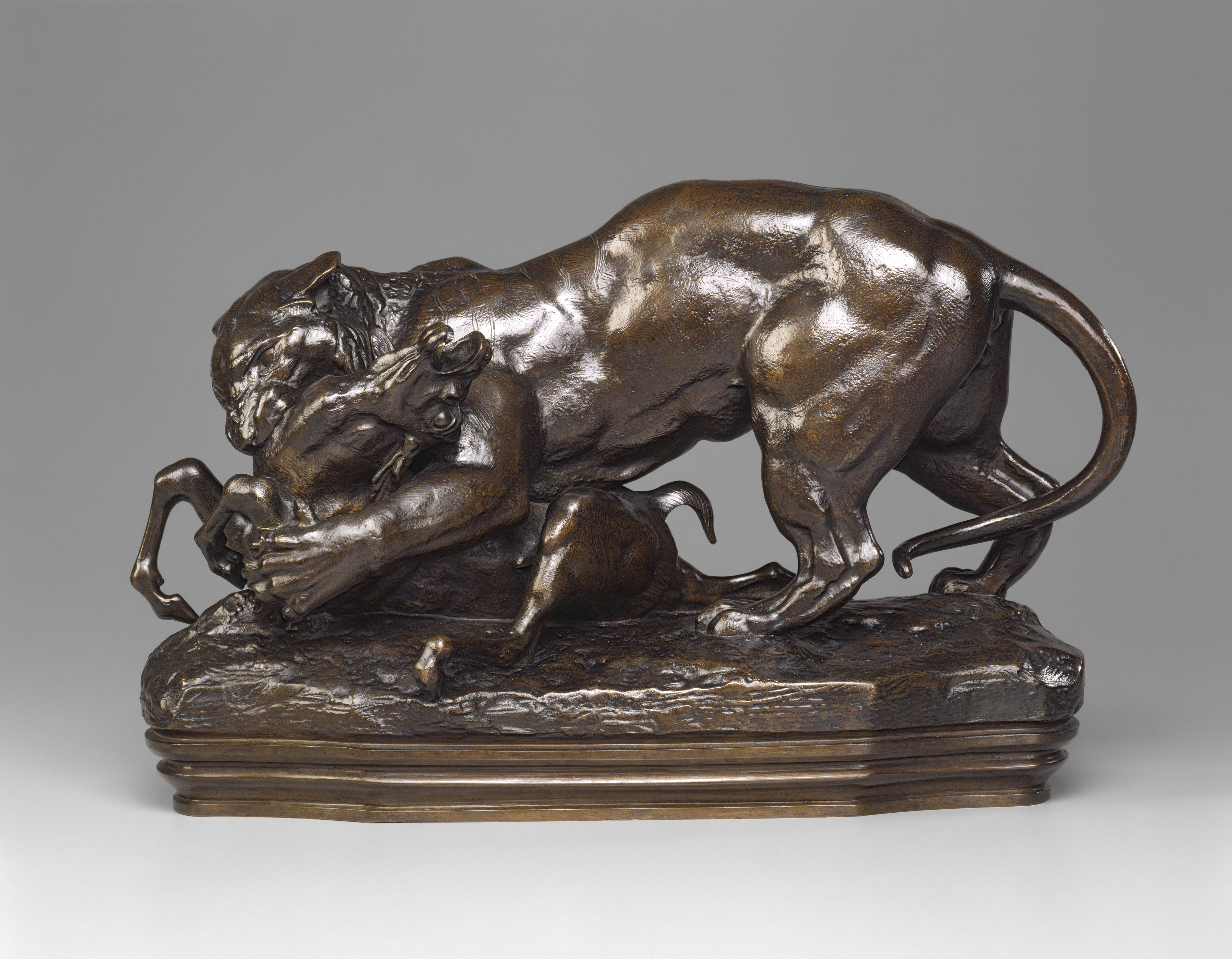
Tượng hổ mạ vàng thường được đặt trong phòng khách để cầu sự thăng tiến và may mắn trong kinh doanh

Ở góc độ phong thủy, tượng hổ mạ vàng được coi là đại diện cho quyền lực do Hổ là con vật linh thiêng và đầy uy quyền thường được thờ phụng, đại diện cho chư vị tướng quân chuyên phù trợ chính pháp và từ đó nó là biểu tượng cho quyền lực, cho công danh và sự tăng tiến trong kinh doanh, Là pháp khí của công danh, tài lộc và quyền lực,chống lại tiểu nhân. Hổ dùng tiếp khí cho các cát tinh Lục Bạch, Bát Bạch và cũng có thể bổ trợ cho bản mệnh người tuổi Dần và cũng có thể dùng để trấn yểm khi nhà bị phạm vào cấm kỵ hoặc bị Sát tinh chiếu hướng do vậy tượng hổ mạ vàng được đặt ở nơi phòng khách, trên bàn làm việc.
Đồng thời, những người cầm tinh năm Ngọ, Tuất và Dần thì không nên bài trí hổ trong nhà vì bài trí hổ trong nhà sẽ dễ ốm đau, gặp xui xẻo trong công việc hoặc rất dễ gây nên bất hòa giữa các mối quan hệ trong gia đình. Đối với nhà mở cửa hàng kinh doanh, việc bài trí hổ cũng sẽ ảnh hưởng xấu tới uy tín và doanh thu của cửa hàng vì hổ bị coi là hung thú. Điều kỵ nhất là không nên bài trí hổ trong phòng ngủ (nhất là phòng ngủ vợ chồng) do đây là không gian cần sự kín đáo, riêng tư. Nếu bài trí hổ sẽ khiến vợ chồng có tâm trạng bất an, tình cảm cũng bị giảm dần. Nếu đặt con hổ đối diện với cửa chính sẽ khiến hàng xóm và những vị khách đến nhà cảm thấy bất an.

## Múa
Trong hệ thống các vũ khúc cung đình triều Nguyễn, Long Hổ hội là điệu múa được nhiều thế hệ nghệ nhân cung đình Huế sáng tạo dựa trên cơ sở điệu múa tứ linh, là điệu múa được sáng tạo nhằm biểu hiện những sinh hoạt của hai loài vật Điệu múa được chia làm ba phần, trong đó phần "Hổ độc diễn" đã được các nghệ nhân cung đình mô phỏng theo những nét đặc trưng nhưng rõ ràng và dễ hiểu. Trên sân khấu, ngoài hình tượng con Long (Rồng) oai nghiêm mềm mại, thì hình tượng con Hổ đã được các nghệ nhân sáng tạo thông qua sự quan sát tinh tế những thuộc tính của con vật được coi là chúa tể sơn lâm. Long và Hổ vờn nhau thể hiện cuộc sống thanh bình, đất trời hòa hợp và cái đẹp chân thật của bản năng.
Nghệ thuật múa Hổ độc diễn được miêu tả bằng chuỗi hành động từ chậm đến nhanh và đạt đến cao trào với cách tạo hình động như: bắt đầu Hổ lăn một vòng 3600, tiếp đến Hổ quan sát xung quanh, đào đất, nhảy ngồi trên 2 chân sau, nín thở, đại tiện, lấp đất, ngửi, lăn đất, cọ lưng, giỡn bóng nắng, ngủ... Chuỗi hành động của Hổ độc diễn được các nghệ nhân tái hiện cực kỳ độc đáo. Cũng như hành động đẻ trong điệu múa cung đình Lân mẫu xuất lân nhi, hình ảnh Hổ đại tiện được miêu tả không hề trùng lặp với một điệu múa cung đình nào nhưng đã gây bất ngờ và thú vị cho khán giả. Khi miêu tả Hổ đại tiện, các nghệ nhân cho rằng, Hổ là giống lớn nhất trong họ nhà mèo và chỉ duy nhất họ này biết che giấu khi đại tiện, đấy là sự khôn ngoan đặc biệt hơn hẳn các loài khác, kể cả con người. Chính vì vậy, khi sáng tạo nên nhân vật Hổ, những người nghệ nhân cung đình xưa đã miêu tả chi tiết này.
Khi biểu diễn hình tượng Hổ, người nghệ sĩ phải mang bộ lốt màu vàng đất vì Hổ ở đây chính là Hoàng Hổ tượng trưng cho đất. Do đó khi biểu diễn, Hổ có những động tác như: ngồi trên hai chi sau, hai chi trước chống đất, lạy ba lạy với ý nghĩa Đất phải chịu Trời. Khi người nghệ sĩ biểu diễn, hình tượng con Hổ trong điệu múa đã được nâng cao về mặt nghệ thuật, các thuộc tính của loài vật này chẳng những không làm cản trở, trói buộc sự sáng tạo mà càng khiến cho điệu múa thêm sinh động, uyển chuyển, mang nét đặc trưng riêng biệt, độc đáo và hết sức tinh tế. Điệu múa được kết thúc bằng hình ảnh Long đứng tấn, Hổ nhảy chân phải đứng trên chân trái Long, tay phải ôm vào cổ Long, tay trái đưa lên đối xứng với tay phải của Long. Đây chính là cách tạo hình mà nhiều thế hệ nghệ sĩ trước đây thường biểu diễn trong các ngày Gia Long khai quốc, Hưng quốc khánh niệm và những ngày khánh hỷ trong cung để cầu mong đất trời hòa thuận, người dân được hưởng thái bình an lạc.